# Guys and Dolls (película)
Guys and Dolls es una película dirigida por Joseph L. Mankiewicz en 1955 y protagonizada por Marlon Brando, Jean Simmons, Frank Sinatra y Vivian Blaine, basada en el musical homónimo de 1950. 
La película incluye la famosa canción Luck Be a Lady compuesta por Frank Loesser y que interpretaba en el musical Robert Alda. Esta canción sería incluida posteriormente en la popular lista de las 100 canciones más representativas del cine estadounidense que realizó la American Film Institute en el año 2004.